# Laghetto di Brinzio
Il laghetto di Brinzio è un piccolo lago italiano situato nella zona orientale del territorio comunale di Brinzio, in provincia di Varese, a un'altitudine di circa 510 metri s.l.m.. Presenta una profondità media di 3,5 metri ed un bacino complessivo di 1,5 ettari.

## Geografia
Il lago si estende su una superficie di 1,5 ettari e ha una profondità media di 3,5 metri. Dal 1984 è ricompreso in una riserva naturale orientata tutelata dal Parco regionale Campo dei Fiori, estesa per complessivi 20 ettari. Ad alimentarlo vi sono i torrenti immissari Rio di Brinzio, Buragona (da est) e Intrino (da sud), ai quali si aggiungono alcune sorgenti subacquee ubicate nel settore orientale del bacino lacustre; unico emissario è il torrente Brivola (ad ovest), che poi scorre per meno di 1 km al limitare meridionale dell'abitato brinziese e infine sfocia nel torrente Valmolina.
Il fondale del lago è limaccioso, complice il trasporto di detriti operato dai fiumi tributari; intorno al bacino si sviluppa inoltre un'area di oltre 10 ettari a carattere paludoso.
Per motivi di tutela ambientale il lago non è navigabile, né balneabile.

## Storia
La storia del lago di Brinzio è relativamente breve rispetto a quella dei maggiori laghi lombardi. Ancora nei primi decenni del XX secolo la genesi del bacino era comunemente attribuita al riempimento idrico di un cratere vulcanico estinto: ciò aveva una sua plausibilità alla luce del fatto che il settore del monte Martica era stato - assai anticamente - interessato da fenomeni eruttivi. Il progresso nelle conoscenze geologiche consentì infine di invalidare tale teoria, accertando per il lago l'effettiva origine morenica.
Prima delle glaciazioni avvenute nel corso del Pleistocene non esisteva il colle della Motta Rossa e la vallata tra gli odierni villaggi di Brinzio e Rasa digradava uniformemente verso sud, solcata dall'alveo del fiume Olona. Durante il Pleistocene si registrarono varie avanzate dei ghiacciai alpini, che invasero le principali valli prealpine (compresa la Valcuvia e la conca di Brinzio) e le colmarono quasi completamente con i loro ghiacci, per uno spessore di finanche 900-1000 metri sopra il fondo valle. La massa glaciale divenne a tratti così consistente che solo le cime dei principali rilievi (monte Campo dei Fiori, monte Martica, monte San Martino, monte Nudo) emergevano sopra essa per poche centinaia (o solo decine) di metri, rassomigliando a isolotti sopra un freddo "mare" solido.
L'ultima avanzata glaciale, denominata Wurm, ha avuto il suo culmine circa 18.000 anni fa ed è stata un po' meno rigida delle altre. Ciò nonostante il ghiacciaio verbano ha invaso nuovamente la valle di Brinzio e il bacino del torrente Intrino, trasportando nuovamente i detriti strappati alcune decine di chilometri più a monte, in area alpina.

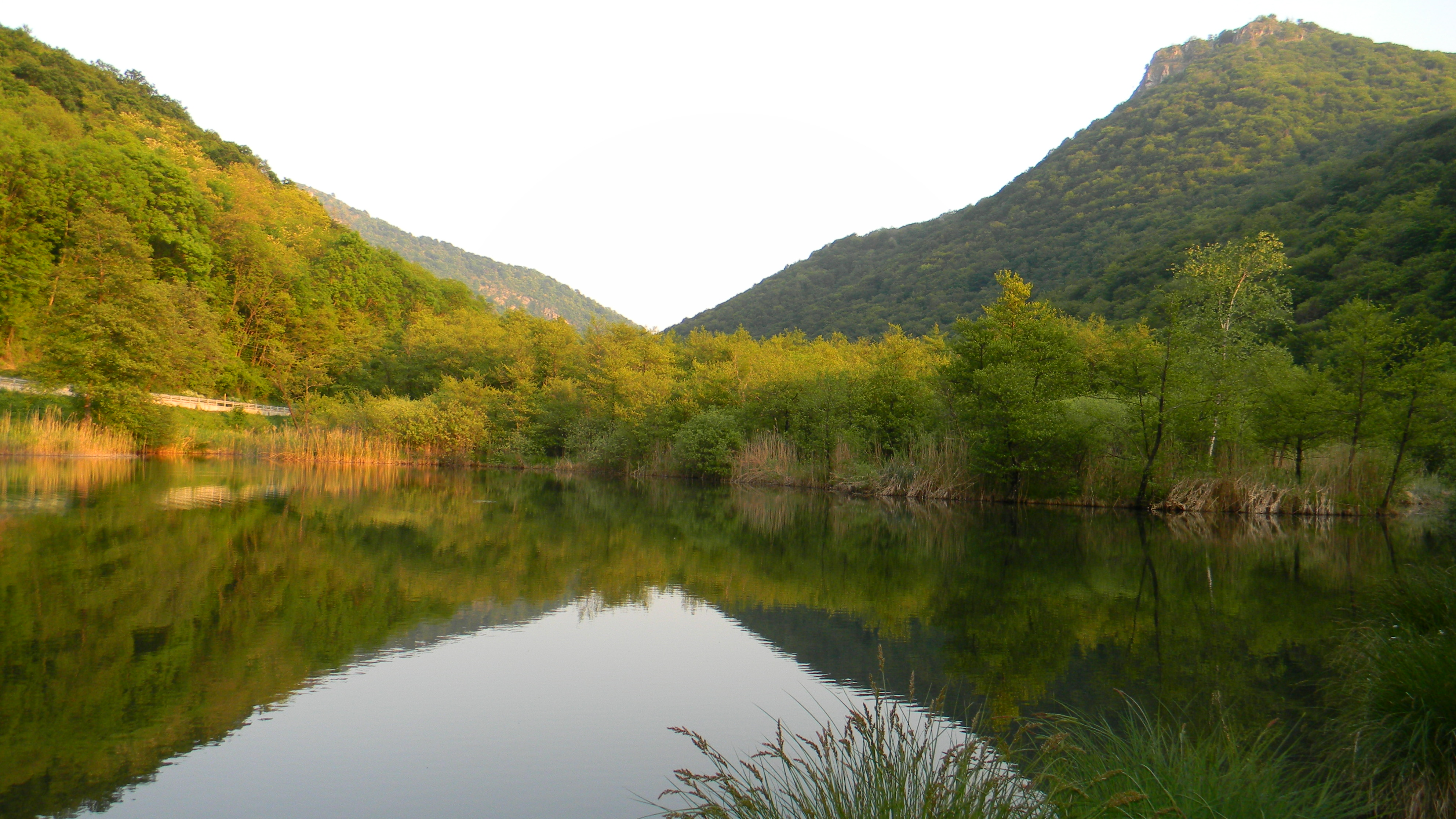
Scorcio del lago di Brinzio verso il passo della Motta Rossa; sullo sfondo si osservano il massiccio della Martica (a sinistra) e il monte Legnone (a destra).

Quando il ghiacciaio ha incominciato a ritirarsi ha abbandonato i materiali che trasportava con sé: in corrispondenza del passo della Motta Rossa il loro accumulo ha dato luogo a un deposito allungato, che prende il nome di morena; essa è riconoscibile proprio in corrispondenza del passo, alle pendici del monte Legnone. Tale morena ha bloccato la strada dell'acqua verso sud, creando uno spartiacque che separò l'Olona dal sistema imbrifero digradante verso la Valcuvia (composto dai torrenti Rio di Brinzio-Buragona-Brivola). Al contempo, nella valle del torrente Intrino, il ghiacciaio abbandonò grosse quantità di pietrisco, detriti e rocce anche di grosse dimensioni (i massi erratici), rimasti ben visibili lungo il sentiero silvestre che collega Brinzio al Passo Varrò e al Legnone stesso. Questi materiali furono facilmente preda dell'erosione da parte delle acque, soprattutto immediatamente dopo la glaciazione, quando la vegetazione non aveva ancora stabilizzato i versanti. L'Intrino e gli altri corsi d'acqua provenienti dal versante settentrionale del Campo dei Fiori cominciarono quindi a trasportare grandi quantità di sedimenti, formando alla base dei versanti, dove la pendenza diminuisce, dei grossi accumuli denominati conoidi di deiezione. Essi sono ancora ben riconoscibili, in quanto corrispondono alle motte erbose situate a sud di Brinzio, sulle quali si sviluppa la pista di sci nordico. Queste strutture si sono formate ancor più rapidamente (in senso geologico) durante le alluvioni: i materiali trasportati hanno così progressivamente sbarrato il torrente Brivola, restringendone l'alveo e formando così l'accumulo d'acqua che diede origine al lago di Brinzio.

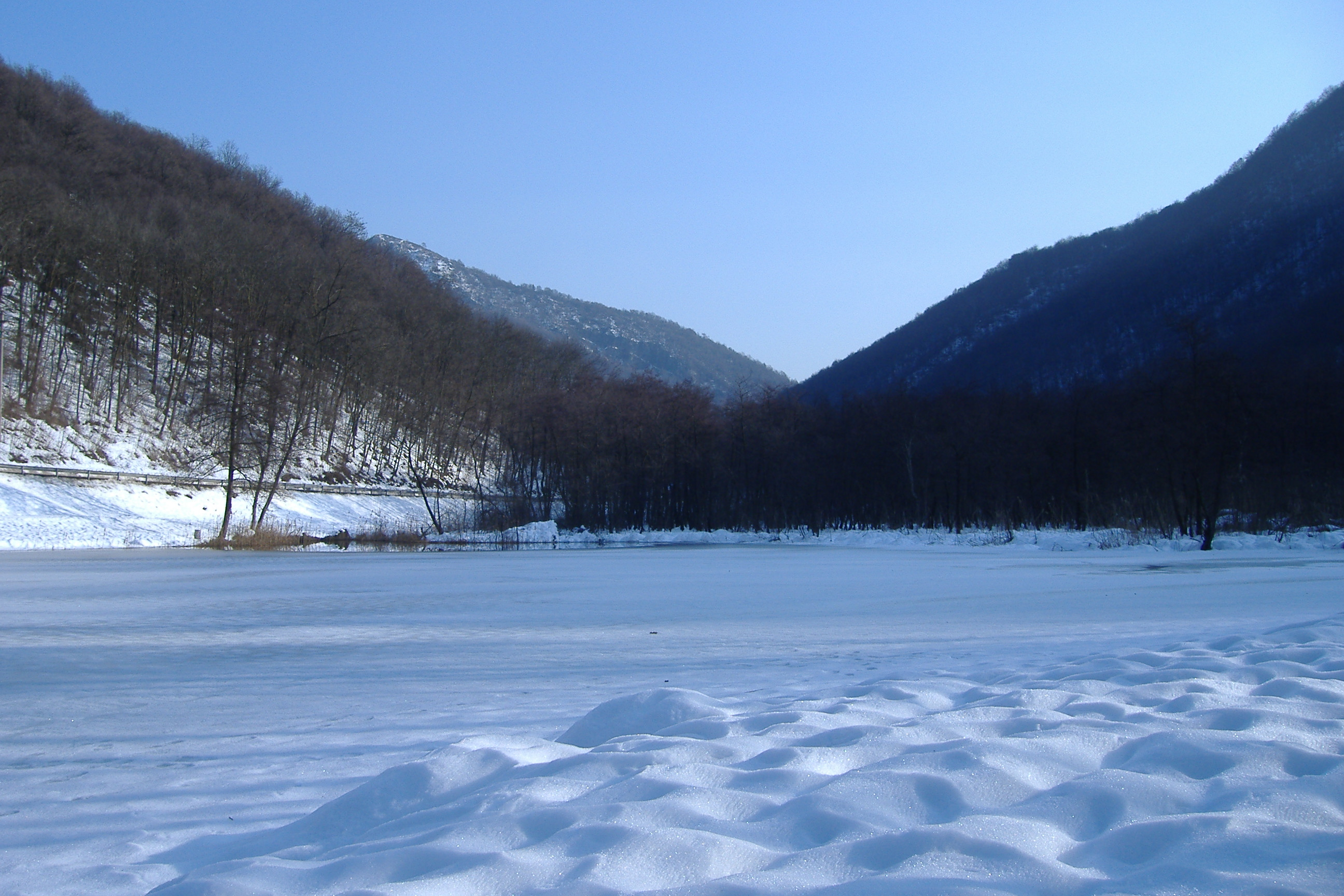
Il lago di Brinzio gelato.

Fino al XIX secolo il lago di Brinzio era alimentato esclusivamente dal Rio di Brinzio, dal torrente Buragona e da alcune sorgenti subacquee insite nel bacino stesso: l'apporto idrico era tuttavia molto discontinuo e i periodi siccitosi (anche non prolungati) tendevano ad azzerarlo, causando un rapido abbassamento del livello dell'acqua. Onde consentire un più costante afflusso di liquido, nonché allo scopo di meglio proteggere il centro abitato e i campi coltivati dalle alluvioni, alla metà del XIX secolo si provvide a deviarvi il corso dell'Intrino, che fino a quel momento sfociava nel Brivola in vicinanza del ponte presso il lavatoio.
A quest'ultimo proposito l'ingegner Giuseppe Quaglia, nel suo libro Laghi e torbiere del circondario di Varese (edito nel 1884), nel citare lo "stagno di Brinzio" riferiva che in vent'anni il bacino si era più che dimezzato e ne teorizzava l'interramento totale entro un secolo, a causa dei detriti trasportati dagli immissari. Egli anzi auspicava fortemente questa prospettiva: essendo lo specchio d'acqua "infruttifero" e poco salubre, meglio sarebbe stato, a suo avviso, «fare ogni pratica e spesa per distruggere quella plaga di miasmi nocivi e di malsania, riducendola in un canale portatore delle acque di sorgente e di pioggia». Per contro nel 1878 Leopoldo Maggi, annotandone la pescosità, consigliò finanche di sfruttarlo per allevarvi anguille.

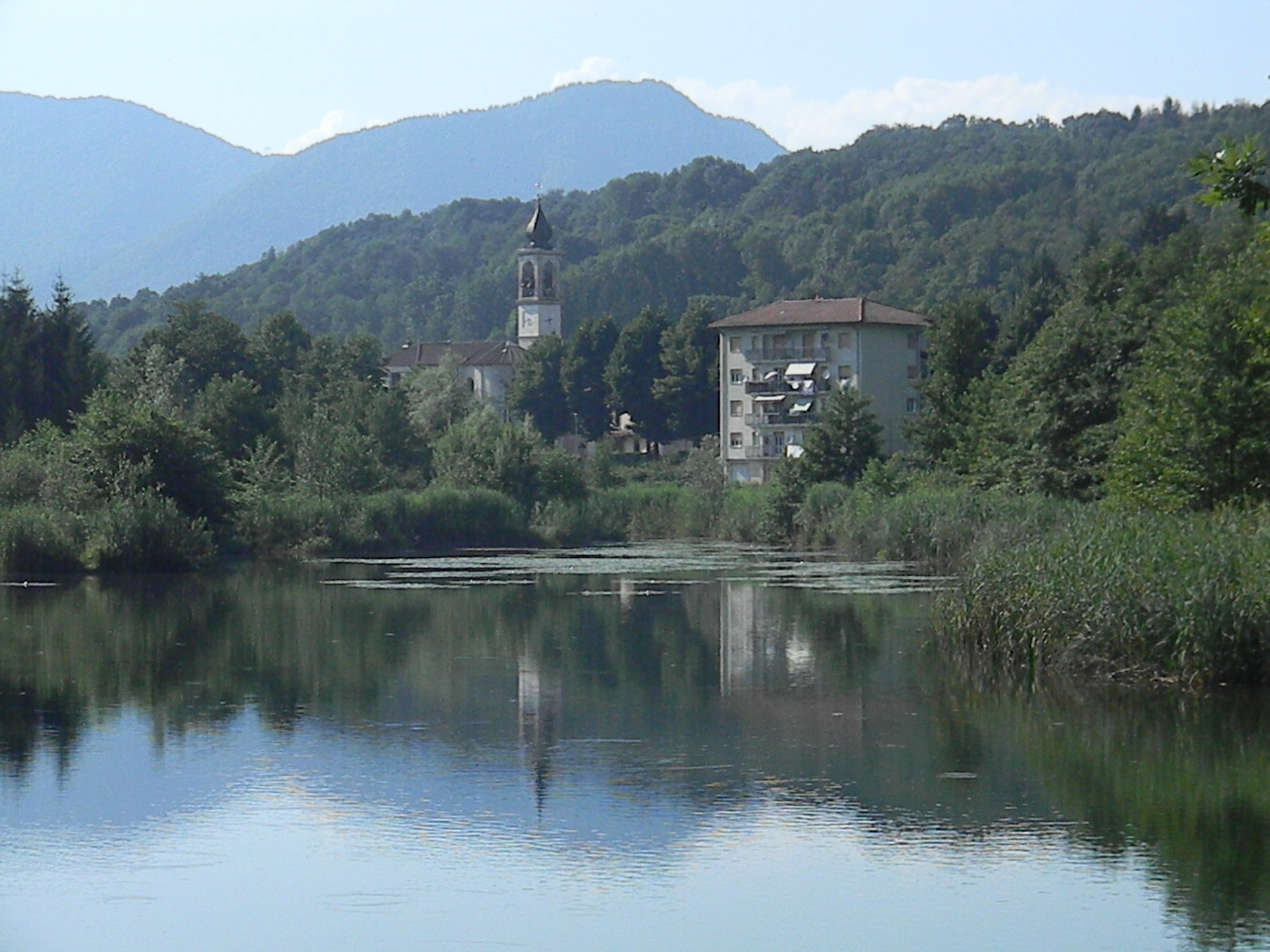
La chiesa di Brinzio vista dal lago.

Nel 1904 venne effettivamente presentato un progetto di prosciugamento artificiale del lago, da attuarsi mediante allargamento del letto dell'emissario rio Brivola: l'obiettivo era quello di ricavare nuovi terreni coltivabili ed incanalare le sorgenti idriche site nella zona, onde sfruttarle per uso alimentare o irriguo. Ai primi dell'anno si formò un consorzio di proprietari terrieri finalizzato ad attuare l'operazione, che venne però presto accantonata, probabilmente in quanto troppo dispendiosa a fronte di ricavi non certi.
Con l'avanzare del XX secolo il laghetto venne finalmente rivalutato quale preziosità paesaggistica e naturalistica, facendo prendere coscienza della necessità e opportunità di preservarlo. Esso appariva comunque sempre più a rischio, giacché all'azione degli immissari si era sommata l'apertura della cava di porfido sul monte Martica: il taglio della vegetazione, l'asportazione del suolo e la messa a nudo della roccia determinarono infatti un drastico aumento del trasporto solido del Rio di Brinzio, velocizzando l'interramento del bacino lacustre. Per limitare questo fenomeno a fine anni 1990 la società concessionaria della cava realizzò delle vasche di decantazione nella parte inferiore degli scavi, in modo tale da ridurre il problema.

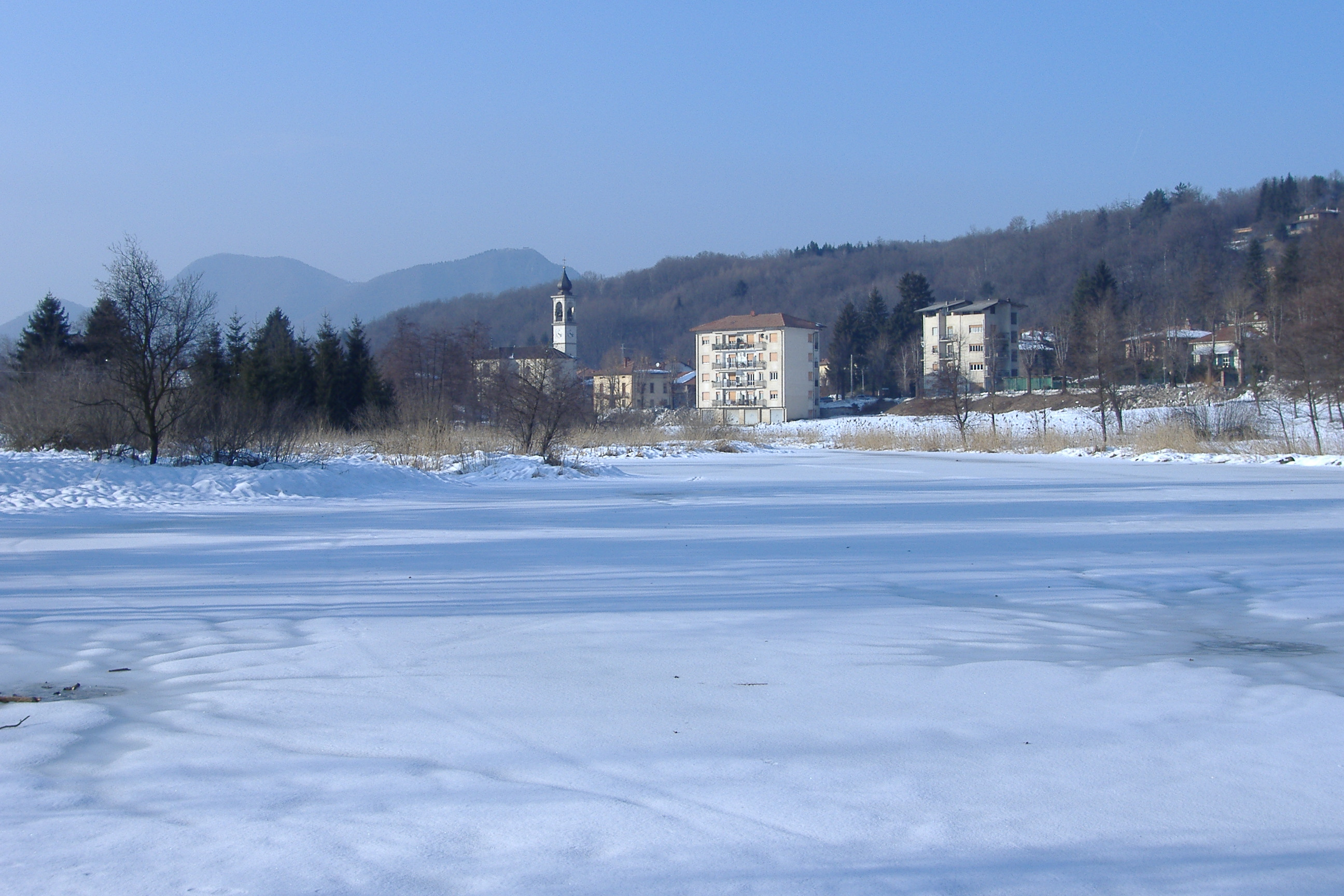
Panorama verso il centro abitato sul lago ghiacciato.

Alla fine degli anni settanta il lago aveva approssimativamente raggiunto una forma stabile, con una profondità massima di quattro metri.
L'interramento nell'ultimo trentennio del XX secolo tuttavia avanzò rapidamente, tanto da rendere necessaria una prima operazione di dragaggio a metà anni novanta. L'intervento tuttavia non fu risolutivo: complici le precipitazioni sempre più violente e frequenti, a partire dal 1990 si osservò un ulteriore aumento della velocità di interramento. Un nuovo rilievo batimetrico, effettuato nel 2003 evidenziò lo stato di riempimento consistente del lago, il cui settore di valle aveva una profondità massima di soli 70 cm; in aggiunta di fronte alla foce dell'Intrino si era formato un isolotto e la vegetazione acquatica dilagava in tutto il bacino.
Nel corso del 2004 venne pertanto implementato un radicale intervento di pulizia del lago e messa in sicurezza del bacino dell'Intrino: nel bacino lacustre si è provveduto a ridurre la vegetazione infestante, dragare il fondo fino a una profondità massima di un metro e approfondire il corso del torrente emissario Brivola per una lunghezza di 300 metri in direzione ovest. Contestualmente nella valle del maggior immissario sono state realizzate una serie di opere di ingegneria naturalistica (dighe, filtri, rapide artificiali) atte a stabilizzare i materiali franosi, contenere le erosioni di sponda e limitare il tal modo il fenomeno (particolarmente vistoso durante le piene) del trasporto di detriti nel laghetto.
Il problema dell'interramento si è riproposto negli anni 2020, allorché piogge torrenziali hanno saturato vari corsi d'acqua della conca brinziese, i quali hanno ripetutamente portato a valle cospicue quantità di detriti: le acque del laghetto si sono quindi fatte limacciose e si è ripresentato il fenomeno della formazione di isolotti alla foce dell'Intrino.

## Dati ambientali

### Clima
Il clima è continentale, con temperature minime che possono anche scendere a -10 °C in inverno e massime raramente superiori ai 25 °C in estate.

### Flora
La vegetazione circostante è tipica dei bacini lacustri di media montagna. Nello specifico, a livello di flora, rilievi condotti tra il 1996 e il 1998 hanno censito presso il lago 181 specie di piante vascolari, tra cui alcune protette (Lilium martagon, Anemone nemorosa, Hepatica nobilis, Typha latifolia, Nymphaea alba, Iris pseudoacorus, Iris graminea), alcune rare nel territorio del Parco Campo dei Fiori (Thelypteris palustris, Allium angulosum, Carex appropinquata), altre in regresso (Valeriana dioica, Senecio aquaticus) e ancora alcune tipiche di quote più elevate (Alnus incana, Epilobium angustifolium).
I tipi vegetazionali rilevati nella zona lacustre sono 8:
- al limitare sud-occidentale della riserva (tra il passo della Motta Rossa e i prati vallivi che lo separano da Brinzio, solcati dalla strada provinciale 62) vi è il bosco mesofilo di latifoglie, dominato da faggi, frassini e carpini bianchi e caratterizzato da un'uniforme distribuzione di specie quali Carex digitata, Cardamine sphenophylla, Aruncus dioicus, Euphorbia dulcis, Melica nutans, Iris graminea e Lilium martagon. Il retaggio della selvicoltura praticata nei secoli passati è evidente laddove al dominante faggio si affiancano Carpinus betulus, Prunus avium e Sorbus aucuparia. Quanto alle erbe, vi si ravvisano geofite quali Allium ursinum, Cardamine bulbifera, Cardamine heptaphylla, Polygonatum multiflorum ed Helleborus viridis. Laddove il suolo è più pendente (alle falde del monte Legnone) il maggior dilavamento modifica il sottobosco, in cui compaiono Luzula nivea, Phegopteris connectilis ed Ilex aquifolium. Tra le specie alloctone (e quindi soggette a rimozione durante le attività manutentive dell'ecosistema) si annoverano Robinia pseudoacacia e Buddleja davidii, introdotte dall'uomo a scopo selvicolturale e progressivamente naturalizzatesi[7];
- più a ridosso del bacino idrico (dunque in una condizione di suolo costantemente pregno d'acqua e spesso inondato) si attestano i boschi palustri, all'insegna della presenza di ontano nero (Alnus glutinosa) e, residualmente, di salice cinereo (Salix cinerea), che colonizza quegli spazi non ombreggiati dagli ontani. Nel sottobosco appaiono Phragmites australis, Carex elata, Iris pseudoacorus e un pronunciato strato di Climacium dendroides. A tratti il bosco palustre si alterna al bosco igrofilo, in cui l'ontano è subordinato al frassino, comprende un nutrito arbusteto e il sottobosco annovera Equisetum telmateia, Scirpus sylvaticus, Carex remota e Viburnum opulus. Questo habitat integra anche la presenza di funghi quali Lactarius lilacinus, Gyrodon lividus e Alnicola escharoides[7];
- Allontanandosi dalla zona umida (con suolo ancora umido, ma inondato meno di frequente) si incontra il frassineto, bosco igrofilo dove domina il Fraxinus excelsior, accompagnato a vari arbusti (Euonymus europaeus, Viburnum opulus, Rubus spectabilis) e un più variegato complesso di erbe (tra le altre, Carex remota, Dryopteris dilatata, Athyrium filix-femina, Equisetum telmateia). Là dove il frassineto ha colonizzato quelli che un tempo erano prati coltivati si riscontrano altresì Deschampsia caespitosa, Carex brizoides, Filipendula ulmaria[7];
- la vegetazione di sponda (ben presente a sud-ovest) è connotata dai canneti, per l'esattezza di Phragmites australis, o cannuccia di palude, con l'aggiunta di Filipendula ulmaria, Carex elata, Allium angulosum e Carex pseudocyperus. Più immerse nell'acqua vi sono Schoenoplectus lacustris e Cladium mariscus. Vi è molto presente anche una felce rara per la zona, Thelypteris palustris, oltre a rimanenze delle già citate Phragmites australis e Carex appropinquata. Laddove il lago tende a riempirsi di sedimento (ad esempio dopo forti piogge) e salvo intervento antropico, la vegetazione di sponda tende a proliferare anche più all'interno del bacino[7];
- in acqua la relativa vegetazione dipende dalla corrente: là dove è molto debole compare il lamineto, composto da Nymphaea alba e Potamogeton crispus, dove invece è più forte domina il Lagarosiphon major. Presso le risorgive sotto la strada provinciale 62 vi sono la Cardamine amara e la lenticchia d’acqua (Lemna minor)[7];
- i prati coltivati per ricavare foraggio, seppur regrediti per via della riduzione della praticoltura e dei danni del maltempo, sono comunque uno dei tipi vegetazionali notabili del bacino lacustre. La loro biodiversità dipende dall'attività antropica che vi viene praticata (frequenza dello sfalcio e della concimazione), ma tipicamente vi si riscontrano Arrhenatherum elatius, Festuca rubra, Anthoxanthum odoratum, Leontodon hispidus, Centaurea nigrescens, Poa trivialis e Holcus lanatus. Dove il prato è abbandonato nei pressi della zona umida si sviluppano gli infestanti (Deschampsia caespitosa, Agrostis stolonifera, Filipendula ulmaria e Scirpus sylvaticus), mentre nelle aree soggette a sfalcio vi sono Geum rivale, Filipendula ulmaria, Cynosurus cristatus e il muschio Climacium dendroides. Non mancano anche qui specie rare quali Valeriana dioica e Senecio aquaticus. Il prato abbandonato in zona meno umida tende invece a volgersi in frassineto, o a essere colonizzato da erbe nitrofile (Anthriscus sylvestris, Urtica dioica, Galeopsis pubescens, Geum urbanum);
- alcune zone ex prative verso meridione sono state ripiantumate con essenze alloctone quali Pinus strobus, Larix kaempferi e Picea abies, le quali (con la caduta degli aghi) vanno a inacidire il terreno, azzerando o comunque riducendo di molto la varietà del sottobosco. Così accade anche laddove sono stati messi a dimora esemplari di Platanus hybrida[7];
- sempre dovute all'intervento umano (e soggette a sostituzione laddove possibile, in quanto talora infestanti) sono le formazioni di Prunus laurocerasus, Cedrus deodara, Pseudotsuga menziesii, Sambucus nigra, Bromus sterilis, Parietaria officinalis, Lamium maculatum, Chelidonium majus, Plantago major, Lolium perenne[7].

### Fauna
Il lago costituisce un biotopo di grande varietà ed importanza, costituendo un sito di riproduzione del rospo comune e di molteplici specie ittiche, quali trote, lucci e tinche. Non si riscontra la presenza di gamberi alloctoni, pesci gatto e siluri.
La ricchezza ittica (supportata da periodiche immissioni di avannotti, condotte con criteri tali da non squilibrare l'ecosistema) è tale che nel bacino centrale del lago, in alcuni periodi dell'anno, è possibile praticare la pesca. In epoca medievale-rinascimentale la raccolta ittica dovette costituire una voce non di poco conto per l'economia di sussistenza brinziese: le prime regolamentazioni in materia si ebbero nell'VIII secolo, per iniziativa dei feudatari valcuviani. Nel 1017 (prima occasione in cui si riscontra una menzione scritta dell'esistenza del laghetto) risultava invece che lo jus piscandi in lacu dicti loci de brinci fosse avocato alla chiesa del Sacro Monte di Varese, che figurò come beneficiaria fino alla secolarizzazione decretata in era napoelonica. La responsabilità sullo specchio d'acqua passò pertanto alle autorità comunali e venne da ultimo confermata da un regio decreto del 1937; il municipio ne ha successivamente delegato la gestione a un'associazione sportiva dilettantistica costituita ad hoc.
Sulle sponde si individuano nidi di uccelli quali germano reale, airone cinerino, gallinella d’acqua, porciglione, martin pescatore e ballerina gialla.

## Il laghetto di Brinzio nella cultura di massa

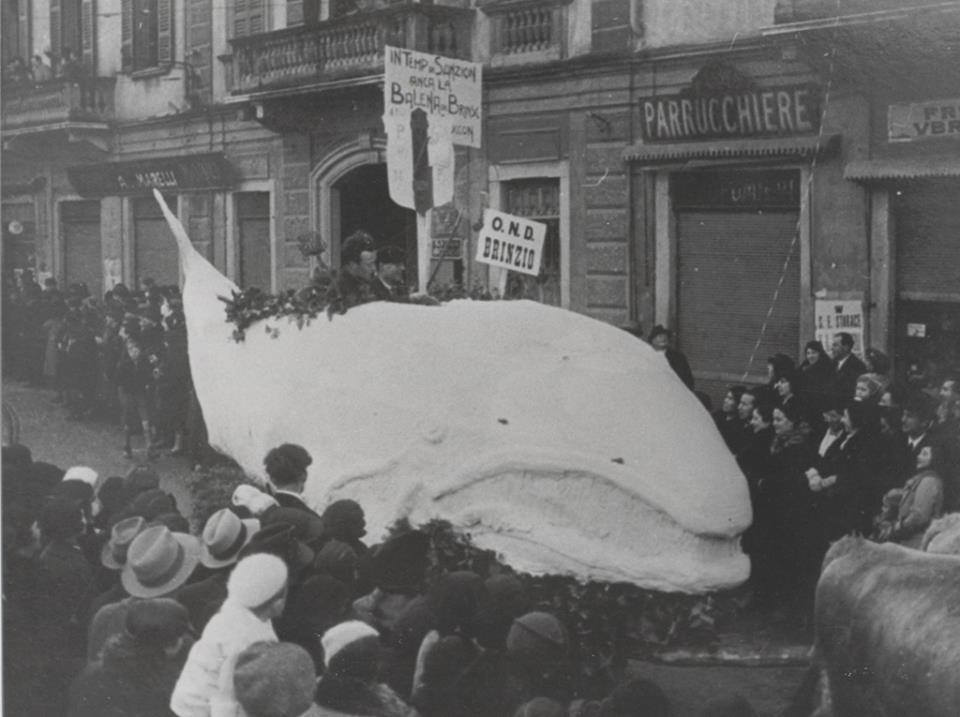
Carro allegorico raffigurante la Balena da Brinsc, presentato dalla sezione brinziese dell'OND alla sfilata carnevalesca di Varese nel 1935.

Al lago è associata una leggenda, attestata pare fin dal XVIII secolo: nel corso di un furioso temporale dei passanti, avvistando nel lago una sagoma nerastra, la scambiarono per un grosso pesce o addirittura una balena. Un gruppo di paesani accorse a pescarlo, ma bastò tirarlo a riva per rendersi conto che si trattava di un grosso tronco abbattuto dalla tempesta; la popolarità della storia in area varesotta è valsa al laghetto il soprannome di "lago della balena" e, per estensione, anche gli abitanti di Brinzio sono localmente soprannominati "balena". Col tempo il simbolo del cetaceo è quindi divenuto un tratto identitario qualificante per gli abitanti del paese, che l'hanno reimpiegato come elemento di promozione territoriale e, nondimeno, a uso folkloristico: nel 1935 e nel 2000 i brinziesi, a titolo d'esempio, presero parte alla sfilata del Carnevale di Varese con un carro raffigurante una balena..